# ISO 3166-2:AU
ISO 3166-2:AU là chuẩn ISO định nghĩa mã địa lý. Nó là tập con của ISO 3166-2 áp dụng cho Úc.
Nó mô tả 6 bang và 2 lãnh thổ. Phần đầu là mã ISO 3166-1 AU của Úc, phần thứ hai là mã hai ký tự.

## So sánh với mã bưu chính
Úc cũng dùng mã bưu chính 4 ký số, như Sydney NSW 2000.
Chú ý những cái này khác với viết tắt bưu chính chuẩn của Úc. Giờ ISO 3166-2:AU tương ứng với Tiêu chuẩn Úc AS 4212-1994. Những thay đổi này được thông báo trong Thư thông tin I-6 của ISO 3166-2:2004-03-08.
| Bang/Lãnh thổ         | ISO 3166-2 (cũ) | Bưu chính & ISO 3166-2 (mới) |
| --------------------- | --------------- | ---------------------------- |
| New South Wales       | AU-NS           | NSW                          |
| Queensland            | AU-QL           | QLD                          |
| Nam úc                | AU-SA           | SA                           |
| Tasmania              | AU-TS           | TAS                          |
| Victoria              | AU-VI           | VIC                          |
| Tây Úc                | AU-WA           | WA                           |
| Lãnh thổ trung tâm Úc | AU-CT           | ACT                          |
| Lãnh thổ phía bắc     | AU-NT           | NT                           |

## Mã
| AU-ACT | Lãnh thổ trung tâm Úc               |
| AU-NSW | New South Wales                     |
| AU-NT  | Lãnh thổ phía NamNorthern Territory |
| AU-QLD | Queensland                          |
| AU-SA  | Nam Úc                              |
| AU-TAS | Tasmania                            |
| AU-VIC | Victoria                            |
| AU-WA  | Tây Úc                              |

| Bang                  | Bang   |
| --------------------- | ------ |
| New South Wales       | AU-NSW |
| Queensland            | AU-QLD |
| Nam Úc                | AU-SA  |
| Tasmania              | AU-TAS |
| Victoria              | AU-VIC |
| Tây Úc                | AU-WA  |
| Lãnh thổ              |        |
| Lãnh thổ trung tâm Úc | AU-ACT |
| Lãnh thổ phía Bắc     | AU-NT  |